# 羅瑟希德站
罗瑟希德站（英語：Rotherhithe railway station）是伦敦地上铁东伦敦线的一座车站，位于伦敦的南華克區，属于第2收费区。

## 概況
本站位于泰晤士河河畔，位于1825年至1843年期间修建的泰晤士隧道的南端。本站拥有2个侧式月台和两部电梯及楼梯，并安装有验票闸门。自啟用後，並沒有英國鐵路的雙箭頭標誌，只有倫敦地上鐵的圓形標誌。1995年至1998年期间，因泰晤士隧道维修，本站亦进行了改造工程。

## 历史
- 1869年12月7日，本站开通使用[7]。
- 1884年10月1日，伦敦地铁开始使用本站。
- 1913年3月31日，车站电气化工程结束。
- 1939年，伦敦地铁停止使用本站。
- 1966年4月，货运业务停止办理。
- 2007年12月21日，本站关闭。
- 2010年4月27日，本站重新使用。

## 列车服务
2010年12月起，每周一至周六的列车班次间隔为5-10分钟。周日13:00之前的班次间隔为5-9分钟，之后为7-8分钟
非高峰期：
- 北行列车至海布里及伊斯灵顿站方向：每小时8班
- 北行列车至达尔斯顿交汇站方向：每小时8班
- 南行列车至西克罗伊登站方向：每小时4班
- 南行列车至水晶宫站方向：每小时4班
- 南行列车经佩卡姆黑麦站至克拉珀姆交汇站方向：每小时4班（平日服务仅到达巴特锡公园站）
- 南行列车至新十字站方向：每小时4班

## 其他
因未来东伦敦线的延长计划，需要对列车编组增加，但因本站站台长度仅容纳4节列车停靠，加上站台狭窄，存在一定的安全隐患，为此本站曾有关闭的计划。但在2004年8月16日，时任伦敦市长肯·利文斯通表示本站不会关闭。